# Liceo 7 Luisa Saavedra de González
El Liceo A-43 Luisa Saavedra también conocido como Liceo 7 de Providencia y anteriormente como Liceo de Niñas Luisa Saavedra de González N°7, es un establecimiento educacional chileno mixto y laico ubicado en la comuna de Providencia, Santiago, fundado en 1942.

## Historia
Su primera directora fue la profesora Luisa Saavedra de González, quien tras su prematuro fallecimiento, la comunidad decidiría bautizar con su nombre la naciente institución. El primer año funcionó con 11 cursos en dos casas arrendadas en la Avenida Pedro de Valdivia Nº290. Actualmente está ubicada en Monseñor Sótero Sanz Nº60.
Tras funcionar en su nuevo local más de 25 años entre 1966 y 1968 se construyó gran parte de los actuales edificios que albergan la institución siendo estos inaugurado por el entonces presidente Eduardo Frei Montalva.
Anteriormente el liceo impartía clases solo desde primer año de enseñanza media, pero después de un cambio en el 2008 el liceo recibió niñas desde séptimo a cuarto año medio. 
Durante la movilización estudiantil en Chile de 2011 el liceo fue varias veces tomado por sus alumnos y a pesar de que fue desalojado sin que estas opusieran resistencia, fue mantenido en toma permanentemente por varias semanas. Durante el mes de septiembre de ese año el entonces alcalde de la comuna de Providencia, Cristián Labbé decidió cerrar el colegio y no permitir el ingreso de "alumnos de otras comunas". en los liceos controlados por su municipalidad, lo que inquietó, ya que el liceo se conformaba por un altisísimo porcentaje por alumnos foráneas de altas calificaciones. Finalmente la mayoría de las alumnas fueron matriculadas y las que habían sido expulsadas pudieron ser reintegradas por orden judicial.
Para 2012, el liceo contaba con 1.300 alumnas.[cita requerida]
En 2019, se decide que el colegio pasará a ser mixto el cual acogerá varones a partir de 2021.
En 2021, el liceo obtiene 556 de promedio en la prueba de transición que lo posiciona en el lugar 18 entre los mejores establecimientos municipales.[cita requerida]

## Directores
- Luisa Saavedra de González (1942)
- Sofía Núñez Ibar (1942-1962)
- Aura Guzmán Hernández (1962-1975)
- Lucía Rojas Paredes (1975-1980)
- Sylvia Artigas Jara (1980-2008)
- María Holley De la Maza (2008-2012)
- Cristina Celhay Schoelermann (Directora interina 2013)
- Cristián Núñez Núñez (2013-2017)
- Maritza Amaro Soto (2017 a la fecha)